# Coussarea meridionalis
Coussarea meridionalis är en måreväxtart som först beskrevs av Vell., och fick sitt nu gällande namn av Johannes Müller Argoviensis. Coussarea meridionalis ingår i släktet Coussarea och familjen måreväxter.

## Underarter
Arten delas in i följande underarter:
- C. m. meridionalis
- C. m. porophylla